# Jacques Treffel
Pour les articles homonymes, voir Treffel.
Jacques Treffel est un pédagogue et haut fonctionnaire français né à Cahors  le 15 janvier 1922 et mort à Paris le 7 décembre 2008. Inspecteur général de l’instruction publique, directeur du cabinet du Secrétaire d'Etat à l'éducation nationale, directeur général chargé de la prospective (1979-1981) au ministère de l'Education, doyen de l'inspection générale de l'éducation nationale, il est un des principaux artisans de la refondation scolaire des années des Trente Glorieuses.

## Biographie

### Formation
Jacques Treffel est agrégé de l'université de Toulouse en biologie.

### Carrière
Il commence sa carrière en tant que professeur au lycée Malherbe à Caen puis au lycée Carnot à Paris.
Après un premier poste d'inspecteur d'académie adjoint à Lille, il devient inspecteur d'académie de la Charente de 1959 à 1962. De 1962 à 1968, il est inspecteur d’Académie du Nord et est considéré comme l'un des principaux initiateurs du « tiers temps pédagogique », qui vise à développer la personnalité de l’élève sous ses différentes formes. Sous son impulsion sont pris en compte les rythmes biologiques de l’enfant appliqués au rythme scolaire des apprentissages fondamentaux, des disciplines d’éveil et de l’éducation physique et sportive.
Il s’attache ensuite successivement comme inspecteur général de l'académie de Paris, comme chargé de mission d'inspection générale, comme inspecteur général de l'instruction publique avant d'occuper le poste de directeur de cabinet de Jacques Limouzy, alors secrétaire d’État, chargé des constructions scolaires, de 1973 à 1974 puis de chargé de mission auprès du ministre René Haby, de 1974 à 1976, à faire de l’architecture le vecteur de la rénovation du système scolaire. Il y intéresse des architectes tel Roger Taillibert, Pierre-André Dufetel, et mène des actions sur la lumière, les espaces et le design dans les établissements d’enseignement. Il en est ainsi, par exemple, du lycée climatique et sportif Pierre de Coubertin de Font-Romeu ou du lycée Comte de Foix d'Andorre dont la réalisation assure la pérennité de l'enseignement du français dans la Principauté.  
En 1976, doyen de l’inspection générale, il met en place de nouveaux espaces scolaires, les centres de documentation et d’information (CDI), destinés à offrir aux élèves des tiers-lieux en accès libre et ouverts aux différentes techniques de communication.
En 1979, il rejoint Christian Beullac, ministre de l’Éducation, comme directeur général chargé de la prospective. Il définit, avec l'équipe qui l’entoure, les conditions de l’adaptation du système scolaire aux nouvelles modalités d’accès aux savoirs souhaitées par Valéry Giscard d’Estaing, informatique et nouvelles technologies de l'information et de la communication en particulier.
De 1973 à 2008, il a incarné, comme président de l'Association des membres de l'ordre des Palmes académiques, l'engagement des enseignants pour donner à leurs élèves les clefs de la réussite, la maîtrise de la langue et de l'écriture. Il a créé l’opération « Don du livre » de l’Association des Palmes académiques, afin de diffuser à travers le monde des ouvrages de littérature française, en particulier grâce aux escales du croiseur porte-hélicoptères Jeanne d’Arc. Il prolonge cette action de rayonnement international de la langue française auprès des étudiants étrangers en France par ses fonctions de secrétaire général de la Cité universitaire internationale de Paris de 1986 à 1989. De 1989 à 2005 il sera le délégué du Médiateur de la République pour Paris.
De 1980 à 2008, il est membre de l’Académie d'architecture et, de 1986 à 2008, membre correspondant de l'Académie des beaux-arts.

## Œuvres
- Inspection académique du Nord, Royaume candide, 1965.
- Inspection académique du Nord, Vent du Nord, 1971.
- L’architecture scolaire, Documentation française, 1978.
- Présents et futurs de l'audiovisuel en éducation : les fondements d'une nouvelle politique. Rapport à M. le ministre de l’Éducation, 1981.
- Innovations et nouvelles technologies de l’information, 1987.
- « Les nouvelles technologies de la documentation et de l'information : guide d'équipement et d'organisation des centres de documentation des administrations publiques et des collectivités territoriales », Bulletin des bibliothèques de France (BBF), 1985.
- La contribution des technopoles au développement de l'innovation et des activités productives : séance du 13 octobre 1992 / Conseil économique et social ; étude présentée par la section des activités productrices de la recherche et de la technologie sur le rapport de M. Jacques Treffel, 1992.
- Les centres de documentation et les nouvelles technologies de l'information : guide d'implantation et d'extension des centres de ressources documentaires multimédias, 1994.

## Décorations
Commandeur de la Légion d'honneur
Grand officier de l'Ordre national du mérite
Commandeur des Palmes Académiques
Commandeur de l'ordre national
Commandeur de l'ordre d'Alphonse X le Sage

## Hommages

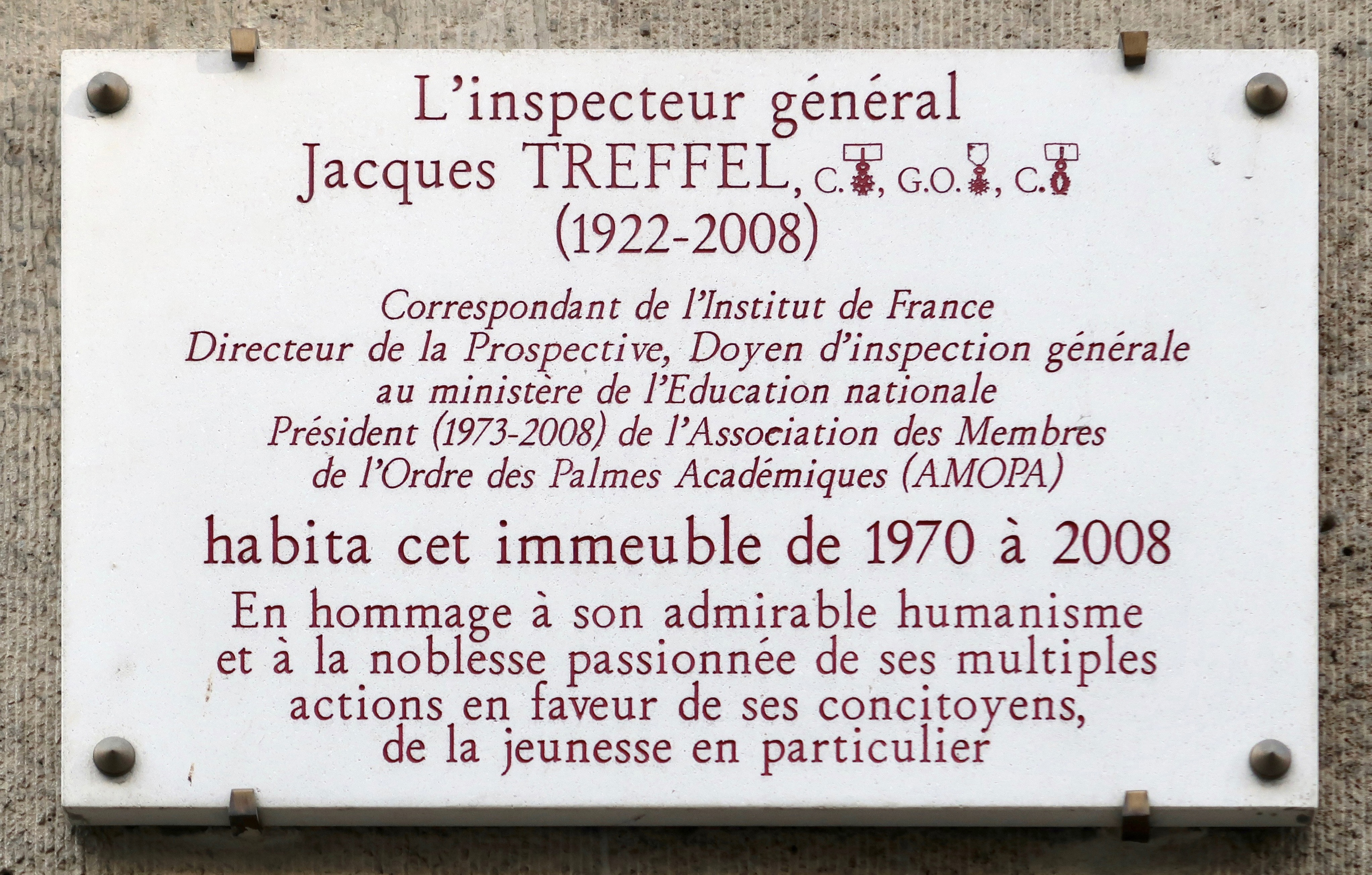
Plaque 18 rue de Bourgogne (Paris).

En 2010, un grand prix Jacques-Treffel est créé par l’association des membres de l'ordre des Palmes académiques afin de récompenser la réalisation par un établissement scolaire d’une œuvre collective à visée pédagogique. 
En 2013, une promenade Jacques-Treffel est inaugurée à Cahors.
En 2015, un buste à sa mémoire est réalisé par le sculpteur Claude Abeille et installé à Cahors au début de la promenade portant son nom.
Une plaque commémorative lui rend hommage 18 rue de Bourgogne, dans le 7e arrondissement de Paris, où il vécut de 1970 à 2008.